# محمد شاه رخ
محمد شاه رخ (انگلیسی: Muhammad Shah Rukh; ۲ اکتبر ۱۹۲۶ – ۶ سپتامبر ۲۰۱۵) دوچرخه‌سوار و بازیکن هاکی روی چمن  اهل پاکستان بود.